# Aleurodicus juleikae
Aleurodicus juleikae là một loài côn trùng cánh nửa trong họ Aleyrodidae, phân họ Aleurodicinae.
Aleurodicus juleikae được Bondar miêu tả khoa học đầu tiên năm 1923.